# Sanjay Gupta
Sanjay Gupta (Novi, 23 de outubro de 1969) é um neurocirurgião, repórter médico e escritor norte-americano. Ele atua como chefe associado do serviço de neurocirurgia no Grady Memorial Hospital em Atlanta, Geórgia, professor associado de neurocirurgia na Emory University School of Medicine e correspondente médico chefe da CNN.
Gupta é conhecido por suas muitas aparições na TV sobre questões relacionadas à saúde. Durante a pandemia de coronavírus de 2020, ele contribuiu com frequência para vários programas da CNN cobrindo a crise, além de apresentar um programa semanal com Anderson Cooper. Gupta foi o apresentador do programa da CNN Sanjay Gupta MD, pelo qual recebeu vários prêmios Emmy. Gupta também apresentou a mini-série de 6 partes Chasing Life. Ele é um colaborador frequente de outros programas da CNN, como American Morning, Larry King Live, CNN Tonight e Anderson Cooper 360 °. Seus relatórios do Charity Hospital, New Orleans, Louisiana, após o furacão Katrina, o levaram a ganhar um prêmio Emmy de 2006 por Notícia de Destaque em um Noticiário Regularmente Programado. Ele também é correspondente especial da CBS News.
Sanjay Gupta também apresenta a conferência de saúde Life Itself, juntamente com Marc Hodosh (co-criador do TEDMED). Gupta publicou uma coluna na revista Time e escreveu quatro livros: Chasing Life, Cheating Death, Monday Mornings: A Novel e Keep Sharp (janeiro de 2021).

## Infância e educação
Gupta nasceu em Novi, Michigan, um subúrbio de Detroit. Na década de 1960, os pais de Gupta, Subhash e Damyanti Gupta, se mudaram da Índia antes de seu casamento e se conheceram em Livonia, Michigan, onde trabalharam como engenheiros para a Ford Motor Company. Sua mãe nasceu na aldeia de Tharushah em Sindh (hoje Paquistão), mas aos 5 anos fugiu para a Índia como refugiada hindu durante a partição da Índia. Gupta e seu irmão mais novo Suneel se formaram na Novi High School e Gupta recebeu seu diploma de bacharel em ciências biomédicas na University of Michigan em Ann Arbor, e seu diploma de MD pela University of Michigan Medical School em 1993. Ele fazia parte do Inteflex, um programa acelerado de educação médica desde então interrompido que aceitava estudantes de medicina diretamente do ensino médio.

## Carreira

### Prática médica
Gupta é neurocirurgião geral da Emory Healthcare no Grady Memorial Hospital e já trabalhou em cirurgia de coluna, trauma e operações guiadas por imagens 3D. Ele publicou artigos em revistas médicas sobre a colocação de parafusos pediculares percutâneos, tumores cerebrais e anormalidades da medula espinhal. Ele é licenciado para praticar medicina na Geórgia.
De 1997 a 1998, ele atuou como um dos quinze Fellows da Casa Branca, principalmente como conselheiro de Hillary Clinton. Em janeiro de 2009, foi relatado que Gupta recebeu a oferta do cargo de Cirurgião-Geral dos Estados Unidos na administração Obama, mas ele retirou seu nome da consideração.

### Transmissão de jornalismo, televisão, cinema e eventos
Gupta ingressou na CNN no verão de 2001. Ele relatou de Nova York após os ataques aos Estados Unidos em 11 de setembro de 2001.
Em 2003, Gupta viajou ao Iraque para cobrir os aspectos médicos da invasão do Iraque. Enquanto estava no Iraque, Gupta realizou uma cirurgia de emergência em soldados americanos e civis iraquianos. Gupta foi incorporado a uma unidade médica da Marinha na época, especificamente um grupo de militares chamado "Devil Docs", que apoiava a 1ª Força Expedicionária de Fuzileiros Navais. O sargento da Marinha Jesus Vindaña sofreu um ferimento a bala, e os fuzileiros navais pediram a ajuda de Gupta por causa de sua experiência em neurocirurgia. Vindaña sobreviveu e foi enviado de volta aos Estados Unidos para reabilitação. Em dezembro de 2006, o presidente da CBS News, Sean McManus, negociou um acordo com a CNN que faria com que Gupta apresentasse até dez relatórios por ano para o CBS Evening News com Katie Couric e 60 Minutes, permanecendo como correspondente médico chefe da CNN e chefe associado de neurocirurgia no Grady Memorial Hospital.
Gupta tem aparecido regularmente no Late Show with David Letterman, The Late Late Show with Craig Ferguson, The Daily Show with Jon Stewart, Real Time with Bill Maher e o Oprah Winfrey Show . Winfrey se referiu a Gupta como o herói da CNN em janeiro de 2010.
Em 2011, Gupta se retratou no filme Contágio, que recebeu atenção renovada durante a pandemia de coronavírus de 2020.

## Honras
Em outubro de 2019, Gupta foi eleito para a Academia Nacional de Medicina, para ingressar em sua turma de 2019 composta por 100 membros, uma das maiores honras da medicina nos Estados Unidos.
Gupta foi eleito membro da Academia Americana de Artes e Ciências em 2021.